# Johann Ernst von Wallenrodt (Minister)
Johann Ernst von Wallenrodt (* 27. September 1695; † 20. September 1766) war ein preußischer Staats- und Kriegsminister.

## Leben

### Herkunft und Familie
Johann Ernst von Wallenrodt, zur Unterscheidung von Johann Ernst von Wallenrodt (1615–1697), auch der Jüngere genannt, war Angehöriger der preußischen Linie derer von Wallenrodt. Seine Eltern waren der Verweser von Mohrungen und Liebstadt sowie Hauptmann von Osterode, Hohenstein und Insterburg, Ernst von Wallenrodt auf Schodehnen (1651–1735) und Katharina Elisabeth von der Groeben (1663–1705). Johann Ernst vermählte sich 1731 in erster Ehe mit Concordia Renata von Bömeln († 1736), einer Tochter des Danziger Bürgermeisters Gabriel von Bömeln (1658–1740). Im Jahr 1739 ging er als Witwer mit Luise Christiane von Korff aus dem Hause Bledau (1715–1746) eine zweite Ehe ein. Aus erster Ehe ist ein Sohn und eine Tochter, aus zweiter Ehe ein weiterer Sohn hervorgegangen.
- Friedrich Stanislaus (1735–1784), Majoratsherr auf Popehnen
- Charlotte Wilhelmine (1736–1759), ⚭ 1756 Jakob Friedrich von Rohd (1703–1784), preußischer Minister
- Friedrich Ernst (1739– nach 1784), Herr auf Hude

### Werdegang
Wallenrodt bezog 1711 die Albertina und ging nach dem Abschluss auf seine Grand Tour. Dabei begab er sich 1714 in Gesellschaft des Gouverneurs von Neuenburg, Baron de Lubières durch die Schweiz nach Genf, von dort nach Frankreich, wo er den Begräbnisfeierlichkeiten von Ludwig XIV. beiwohnte, dann weiter zum Karneval in Brüssel und war schließlich im August 1716 zurück in Berlin, wo er königlicher Kammerjunker wurde. Im Jahre 1722 avancierte er zum Geheimrat und erhielt den Orden de la Générosité. Im folgenden Jahr begab er sich nach Hannover und war seit 1624 als Geheimrat englischer Resident in Danzig.
Im Oktober desselben Jahres wurde er zum Reichstag nach Warschau entsandt. Er begab sich dann zu den Krönungsfeierlichkeiten nach London und erhielt zwischenzeitlich auch Order vom preußischen König Friedrich I. für verschiedene diplomatische Verwendungen. Seit 1730 kehrte er im preußischen Auftrag nach Danzig zurück. Am 10. März 1734 wurde er in Berlin zum Wirklichen Geheimen Etatsrat bzw. zum Staats- und Kriegsminister ernannt. Im Juni 1740 Erging die Order, dass er das Etatsministerium im Falle einer Vakanz tatsächlich erhalten sollte. Ebenfalls 1740 trat er einer Loge bei. Nachdem er bereits der Huldigung Friedrich Wilhelms beigewohnt hatte, zog er im Winter 1742 vollends von Danzig nach Königberg. Im Januar 1643 wurde er ebd. Obermarschall. Von 1744 bis 1746 war er bevollmächtigter Minister beim polnischen Reichstag in Grodno. Während des Siebenjährigen Krieges verließ er seinen Posten und wurde 1762 nach Königsberg zurückbeordert. Er starb als Minister und Obermarschall und wurde in diesen Ämtern von Friedrich Gottfried von der Groeben (1726–1799) ersetzt.